# Benjamin Wilson
Pour les articles homonymes, voir Benjamin Wilson (homonymie) et Wilson.
Benjamin Wilson, né à Leeds le 21 juin 1721 et mort à Londres le 6 juin 1788, est un peintre, graveur et scientifique britannique.

## Biographie

### L'artiste
Benjamin est le quatorzième enfant de Elizabeth Yates et Major Wilson, un couturier de York dont la maison, à Mill Hill, aux abords de Leeds, avait été décorée par le peintre d'histoire d'origine française James Parmentier. La décoration de cette maison va d'ailleurs réveiller, chez le jeune Benjamin Wilson, un attrait pour l'art ; il est par ailleurs instruit par un autre artiste français du nom de Longueville, pendant neuf mois. Il étudie d'abord au collège de Leeds, mais un différend entre son père et le proviseur le fait continuer dans un collège plus petit de son voisinage.
Son père fait faillite et la famille déménage à Londres ; après une période de grande pauvreté, Benjamin Wilson devient notaire et commence à étudier la peinture auprès de Thomas Hudson, encouragé par le chartreux Samuel Berdmore (en) et l'artiste William Hogarth, ainsi que des leçons de dessin à la St Martin's Lane Academy. Il devient ami avec plusieurs peintres anglais, dont Hogarth et George Lambert.
Il séjourne à Dublin en 1746 pendant deux semaines puis de 1748 à 1750, où il exécute des portraits pour des commissions qu'il a reçues.

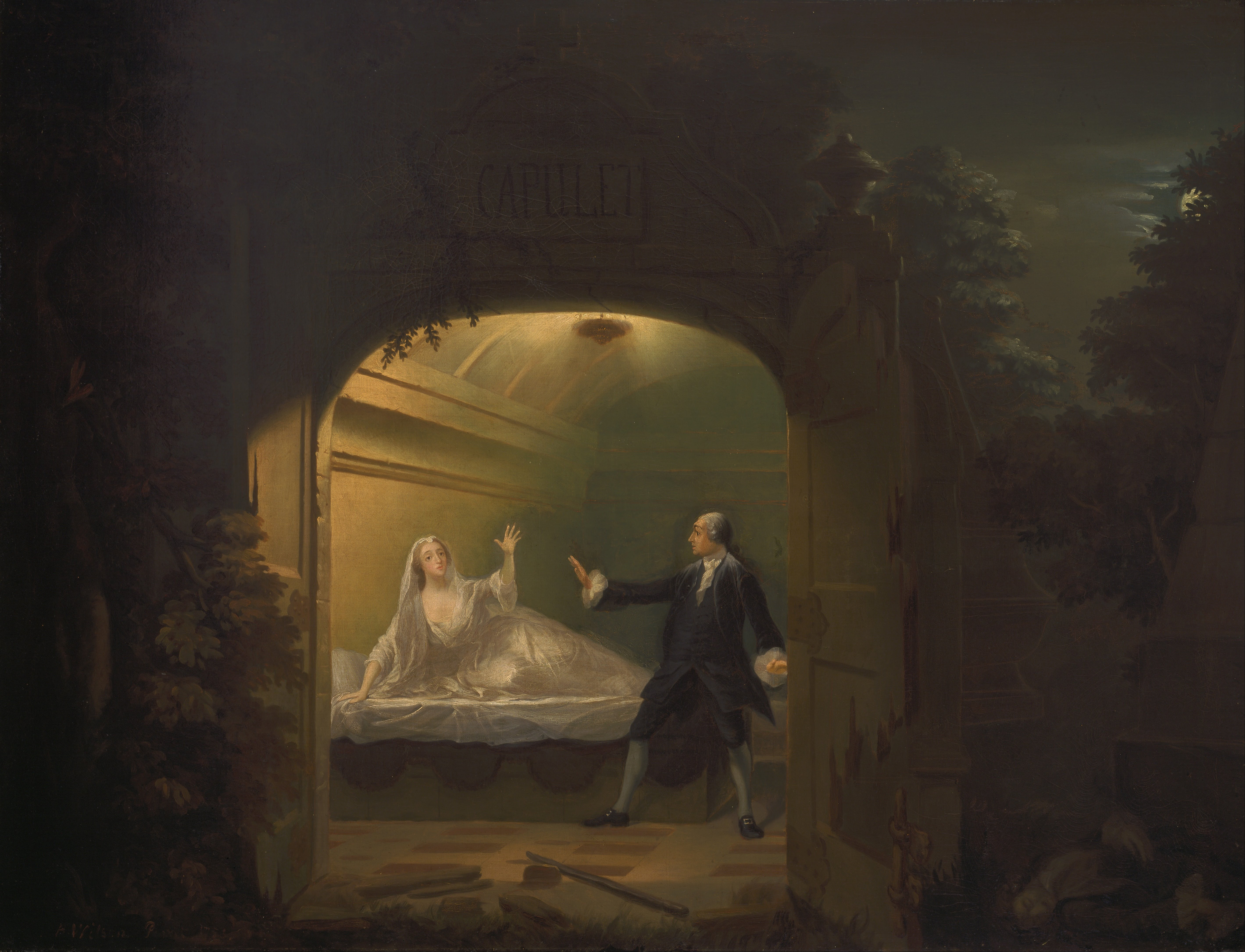
David Garrick et George Anne Bellamy, dans Roméo et Juliette, acte V, scène III, peints par Benjamin Wilson.

À son retour à Londres, il s'installe dans l'ancienne maison de Godfrey Kneller, à Great Queen Street (en), et acquiert également l'ancienne demeure du grand physicien John Radcliffe. Il monte un atelier de portrait lucratif, se mettant en concurrence avec le jeune Joshua Reynolds. L'un des modèles de Wilson, John Savile, qui deviendra Earl of Mexborough (en), pourrait lui avoir été présenté par le Édouard-Auguste de Grande-Bretagne, qui lui a rendu de nombreux services : le duc embauche Wilson pour administrer son petit théâtre privé à Londres, et en 1773, il est déterminant dans l'obtention par Wilson du poste de peintre de la Board of Ordnance, bien qu'il ait commencé à peindre après 1777. Il a notamment eu comme autres modèles l'antiquaire et scientifique Martin Folkes, les Lords Orrery et Chesterfield, les acteurs de théâtre David Garrick et Samuel Foote, et le scientifique John Hadley (en).
Sa réputation de portraitiste augmente et l'enrichit ; il décline un partenariat avec Hogarth. Johan Joseph Zoffany, son élève, peint pour lui des draperies, et aurait également rendu plusieurs services d'ordre matériel,.

### Le scientifique

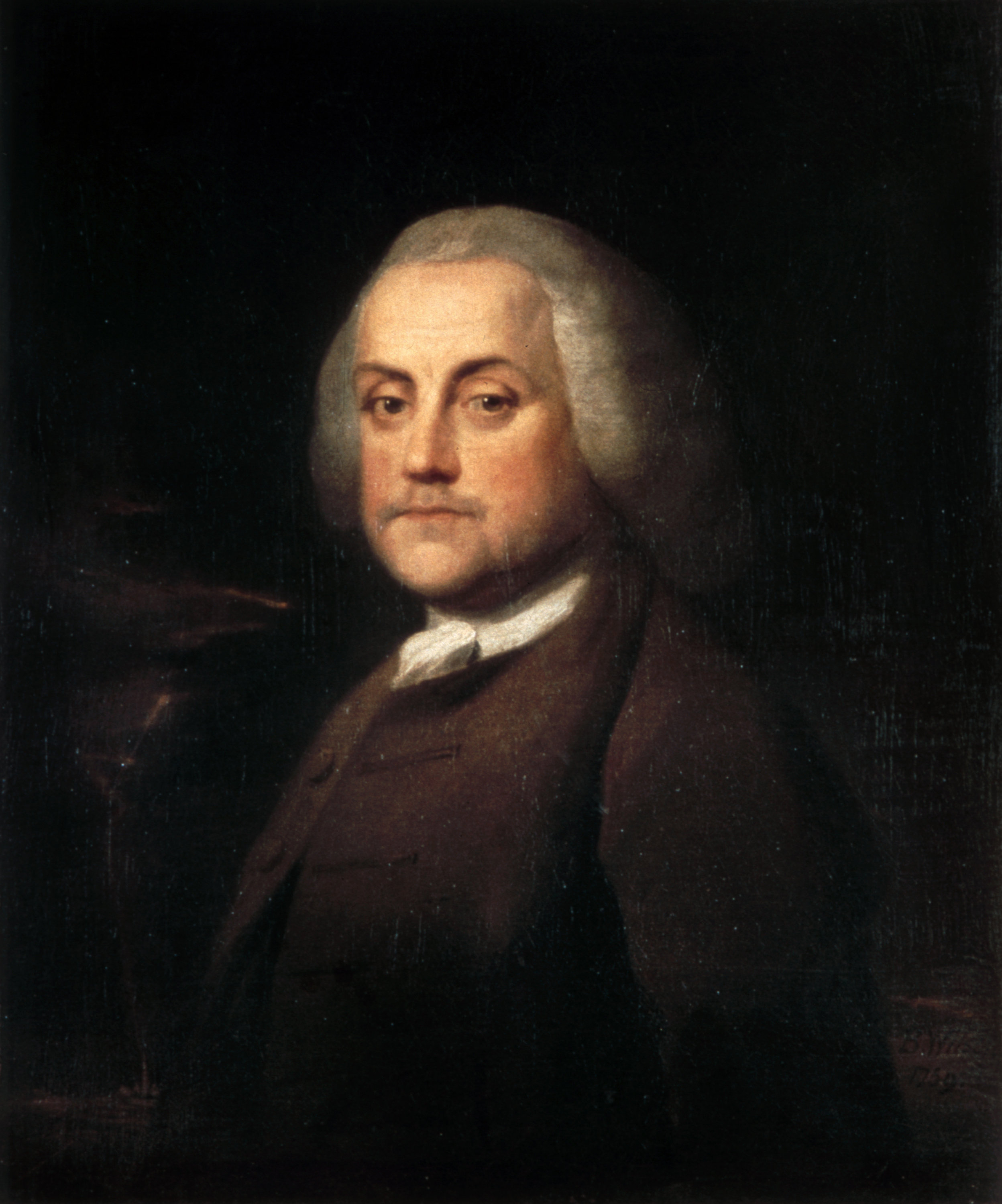
Portrait de Benjamin Franklin par Benjamin Wilson (1759).

Étudiant en physique, Wilson publie en 1746 An Essay towards an Explication of the Phænomena of Electricity deduced from the Æther of Sir Isaac Newton (« Essai d'explication sur le phénomène de l'électricité déduit de l'éther par Sir Isaac Newton », Londres, 8vo), puis en 1750 A Treatise on Electricity (« Un traité sur l'électricité », Londres, 8vo ; 2e éd. en 1752).
Il invente et expose un grand appareil électrique et devient membre de la Royal Society le 5 décembre 1751. Il collabore avec Benjamin Hoadly sur plusieurs expériences qui sont publiées dans Observations on a Series of Electrical Experiments (« Observations sur une série d'expériences électriques », Londres, 1756, 4to ; 2e éd. en 1759). En 1757, il répète plusieurs de ses expériences en France, à Saint-Germain-en-Laye.
Benjamin Wilson s'oppose à la théorie de l'électricité positive et négative de Benjamin Franklin. Il soutient par contre celle de l’éther optico-gravitationnel d'Isaac Newton, qu'il pense différer en densité à proximité des corps selon leur degré d'électrification. Wilson s'oppose à nouveau à Franklin concernant la théorie des paratonnerres à pointe, soutenant que les conducteurs arrondis sont meilleurs que les pointus, avec l'appui du roi George III. Il est nommé par la Royal Society pour intégrer un comité de régulation de l'installation de paratonnerres sur la cathédrale Saint-Paul de Londres et le Board of Ordnance le charge d'inspecter les entrepôts de poudre à canon à Purfleet. Il reçoit la médaille Copley en 1760 pour ses expériences sur la tourmaline, qui lui valent une reconnaissance internationale.
Wilson essaie par ailleurs d'augmenter l'intensité et la durée de la lumière de matériaux luminescents à l'état solide. Il est le premier à supposer que les impuretés du métal affectent la couleur de la luminescence. Pour consolider cette hypothèse, il fait des expériences avec des coquilles d'huître, les contaminations étaient trop grandes pour arriver à des conclusions valables.
Il est notamment élu membre de plusieurs académies européennes de science, parmi lesquelles l'Instituto delle Scienze ed Arti Liberali de Bologne, de laquelle il est le premier membre anglais.

### Famille et fin de vie
Vers 1771, il se marie avec Miss Hetherington, de qui il est éperdu et avec qui il a sept enfants, dont son troisième, le général Sir Robert Thomas Wilson.
Wilson tire des difficultés de ses débuts la capacité d'agir avec parcimonie. Il aime aussi spéculer, et est déclaré défaillant en 1766 à la bourse de Londres.
Quelques années avant sa mort, il se voit forcé d'abandonner son poste de peintre du board of ordnance pour avoir refusé de permettre à un employé du duc de Richmond de partager son salaire. Après ces quelques revers, il déplore publiquement sa pauvreté, mais à la surprise de ses amis, il laisse une fortune à sa mort. Il meurt le 6 juin 1788 au 56 Great Russel Street à Bloomsbury (Londres), et est enterré au cimetière de St. George the Martyr.

## Œuvre

### Œuvre artistique

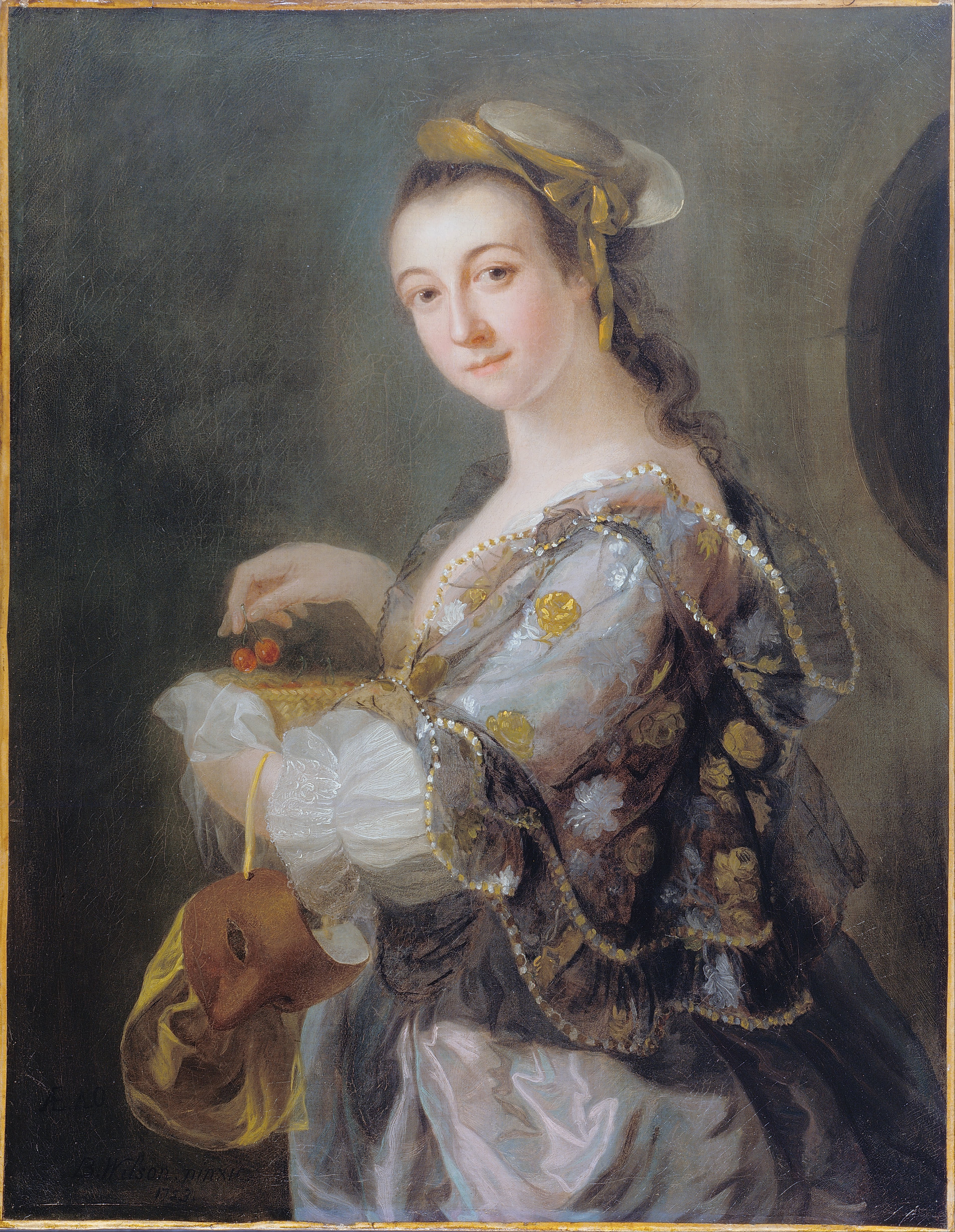
Portrait of a Lady with Mask and Cherries (huile sur toile, 1753).

Benjamin Wilson entreprend d'introduire un nouveau style de clair-obscur dans ses peintures, et ses visages étaient plus chaleureux et naturels que ceux que ses contemporains exécutaient.
Également aquafortiste et en particulier admirateur de Rembrandt dont il étudie brillamment le style, il réalise une copie d'un paysage, Companion to the Coach — que l'on croyait alors une eau-forte de Rembrandt, mais qui est désormais attribué à Philips Koninck ou à d'autres —, qui trompe Thomas Hudson et plusieurs autres connaisseurs,.
En 1760 et en 1761, il expose aux Spring Gardens de Londres ; il acquiert, par la versatilité de ses œuvres, une certaine influence.
En 1766, pour le plaisir de Rockingham — qui lui avait promis d'être son mécène —, il réalise en eau-forte la caricature Tomb-Stone (« pierre tombale ») à l'occasion de la mort du duc de Cumberland ; il y représente Bute, George Grenville et Bedford dansant The Haze sur sa tombe, et ridiculise plusieurs autres membres de leur parti. Cette estampe rencontre un grand succès et Edmund Burke et Grey Cooper le supplient d'en réaliser une autre ; le résultat est la célèbre caricature réalisée en 1766 à l'époque de l'abrogation de l’American Stamp Act, ridiculisant le même parti politique en intitulant l'œuvre The Repeal; or, the Funeral of Miss Ame-Stamp. Vendue 1 shilling, elle lui en rapporte mille fois plus en quatre jours, avant d'être copiée et piratée dès le cinquième,.

### Publications
En plus des publications déjà mentionnées, Wilson est l'auteur de :
- A Letter to Mr. Æpinus, sur l'électricité de la tourmaline (Londres, 1764, 4to.)
- A Letter to the Marquess of Rockingham, with some Observations on the Effects of Lightning (Londres, 1765, 4to.)
- Observations upon Lightning and the Method of securing Buildings from its Effects (Londres, 1773, 4to.)
- Further Observations upon Lightning (Londres, 1774, 4to.)
- A Series of Experiments relating to Phosphori (Londres, 1775, 4to., 2e ed. en 1776, 4to.)Cette œuvre est diffusée à plusieurs corps étrangers, et est le sujet d'un mémoire de Leonhard Euler, lu à l'Academia Scientiarum Imperialis de Saint-Petersbourg[8] ; il inspire aussi une Letter de Giovanni Battista Beccaria de Bologna. Benjamin Wilson répond aux deux.
- An Account of Experiments made at the Pantheon on the Nature and Use of Conductors (Londres, 1778, 4to., 2e ed. en 1778, 4to.)
- A Short View of Electricity (Londres, 1780, 4to.)

Wilson a également publié quinze communications sur l'électricité dans le Philosophical Transactions entre 1753 et 1769.
Un volume manuscrit des lettres reçues par Wilson de la part d'hommes de sciences et autres domaines est rassemblé et conservé au British Museum, ainsi qu'une lettre à Hogarth,.
Wilson laisse aussi une autobiographie manuscrite, mais qu'il a expressément demandé de ne pas publié. Il est pourtant plus ou moins désobéi par son gendre, Herbert Randolph, qui en fait le résumé dans The Life of Sir Robert Wilson, publié en 1862.